# Eparchia Hosur
Eparchia Hosur – eparchia Kościoła katolickiego obrządku syromalabarskiego w Indiach. Została utworzona 10 października 2017.

## Ordynariusze
- Sebastian Pozholiparampil (od 2017)